# Campo Magro

Campo Magro é um município brasileiro do estado do Paraná. Sua população em 2022 era de 29,879 habitantes.

## Etimologia
Campo origina-se do latim campus designando região de grande extensão de terra, que tem ou não árvores esparsas.
Magro vem do latim macru, referindo-se a escasso, parco.

## Política
O município foi elevado a categoria de cidade no dia 28 de dezembro de 1995, sendo desmembrada de Almirante Tamandaré.

### Administração municipal
- Ver: Lista de prefeitos e vereadores de Campo Magro

## Geografia
Montanhas e árvores constituem um belo cenário em Campo Magro. O ponto mais procurado é o Morro da Palha com 1.190 m de altitude.

### Hidrografia
Devido o rico potencial hídrico, Campo Magro possui em seu território parte de duas unidades de conservação, a APA (Área de Proteção Ambiental) do Rio Passaúna e a UTP (Unidade Territorial de Planejamento) do Rio Verde, que determinam uma grande preocupação em conservar o Meio Ambiente em um remanescente da natureza nas proximidades de Curitiba, a capital do Estado. Dessa abundância de matas surgiu a denominação "Verde Que Te Quero Verde".
Mais de 90 % da área do município é formada por área de mananciais, sendo que os Royalties de preservação são a principal fonte de renda do município.

### Bairros
Jardim Boa Vista: bairro mais populoso e desenvolvido do município, faz divisa com Curitiba e fica a menos de 4 km de Santa Felicidade. Possui escola municipal, creche e escola estadual, além de biblioteca pública e posto de saúde.
Também se destacam os bairros Jardim Cecília, Passaúna, Jardim Bom Pastor, Pioneiro, Jardim Viviane, Jardim Água Boa e Jardim Veneza, além da sede.
A colônia Dom Pedro II situada a 10 km de Curitiba atualmente pertencente ao Município de Campo Magro, foi fundada em 1876 pelos imigrantes Poloneses, sendo dividida em 28 lotes, abrangendo uma área total de duzentos e vinte e seis hectares. Em 1908 fundou-se a primeira escola da região, a qual era particular, com o objetivo de dar instrução aos filhos dos colonos, porém somente 30 anos depois foi reconhecida e registrada na Secretaria da Educação e da Cultura.

### Localização
| Noroeste: Itaperuçu   | Norte: Almirante Tamandaré | Nordeste: Almirante Tamandaré |
| Oeste: Campo Largo    |                            | Leste: Almirante Tamandaré    |
| Sudoeste: Campo Largo | Sul: Campo Largo           | Sudeste: Curitiba             |

## Transporte
O município de Campo Magro é servido pela seguinte rodovia:
- PR-090, que passa por seu território, que liga Curitiba a Alvorada do Sul (Estrada do Cerne).[6]